# Лужичкосрпска виолина
Српска виолина (глсрп. Serbske husle) је назив за две врсте инструмента, које користе Лужички Срби у својој народној музици. Заједно имају по три жице.
Са једне стране ради се о великој виолини са дужином од око 60 cm. Она се користи у католичким крајевима Лужице. Са друге стране Лужички Срби имају и једну малу виолину коју још називају свадбеном или венчавачком виолином. Ова виолина користи се најчешће у околини места Слепо у средишњој Лужици. Музиканти свирају на њом само на свадбама и уз пратњу лужичкосрпских гајда. Генерално Лужички Срби данас ретко користе традиционалне инструменте, но постоје фолклорне и друге групе које свирају на копијама старих лужичкосрпских виолина и гајда.